# NGC 7090
NGC 7090 este o galaxie spirală situată în constelația Indianul. A fost descoperită în 4 octombrie 1834 de către John Herschel. Se află la o distanță de 9,51 megaparseci de Pământ.